# Massimo Fusarelli
Massimo Fusarelli, OFM (Roma, 30 de marzo de 1963) es un religioso franciscano italiano, ministro general de la Orden de los Frailes Menores desde 2021.

## Biografía
Nació el 30 de marzo de 1963 en Roma, donde creció con su familia.
El encuentro con los Frailes Menores tuvo lugar en la parroquia de San Francesco di Tivoli. Ingresó en la orden, tomó el hábito el 28 de julio de 1982, hizo su primera profesión religiosa el 30 de julio de 1983, la definitiva el 8 de enero de 1989 y recibió la ordenación sacerdotal el 30 de septiembre de 1989.
Después de graduarse en Teología en el Pontificio Ateneo Antonianum en 1988, continuó sus estudios de patrística en el Instituto Patrístico Augustinianum hasta graduarse en 1992. De 1991 a 1996 fue profesor de Teología Patrística en el Instituto de Ciencias Religiosas del Pontificio Ateneo Antonianum.
A lo largo de los años ha desarrollado numerosas actividades en la vida de la orden y en la pastoral. De 2009 a 2013 sirvió en la pequeña comunidad franciscana en el distrito de Torre Angela de Roma, colaborando también con la parroquia de Santi Simone y Giuda Taddeo en Torre Angela. Junto con otros hermanos, asistió a las víctimas del terremoto de Amatrice y Accumoli desde octubre de 2016 a agosto de 2017. Desde septiembre de 2017 fue tutor y párroco en San Francesco a Ripa en Roma, donde fue responsable del proyecto de acogida de personas necesitadas. "Ripa dei Settesoli". Desde el 2 de julio de 2020 fue ministro provincial de Lazio y Abruzzo.
Fue elegido Ministro General el 13 de julio de 2021.